# The Hunt for Gollum
Pour plus de détails, voir Fiche technique et Distribution.
The Hunt for Gollum est un fanfilm inspiré par le roman de J. R. R. Tolkien Le Seigneur des anneaux. Les événements du film précèdent l’action de La Communauté de l'Anneau et se basent sur des extraits des appendices du roman. Le rendu visuel du film rappelle celui de la trilogie de Peter Jackson, mais la production n’est pas officielle et n’a été autorisée ni par la Tolkien Estate, ni par New Line Cinema. Le film, tourné en haute définition, a été réalisé par Chris Bouchard.
The Hunt for Gollum est d’abord sorti au London International Festival of Science Fiction and Fantastic Film (SCI-FI-LONDON), puis sur Internet le 3 mai 2009.

## Synopsis

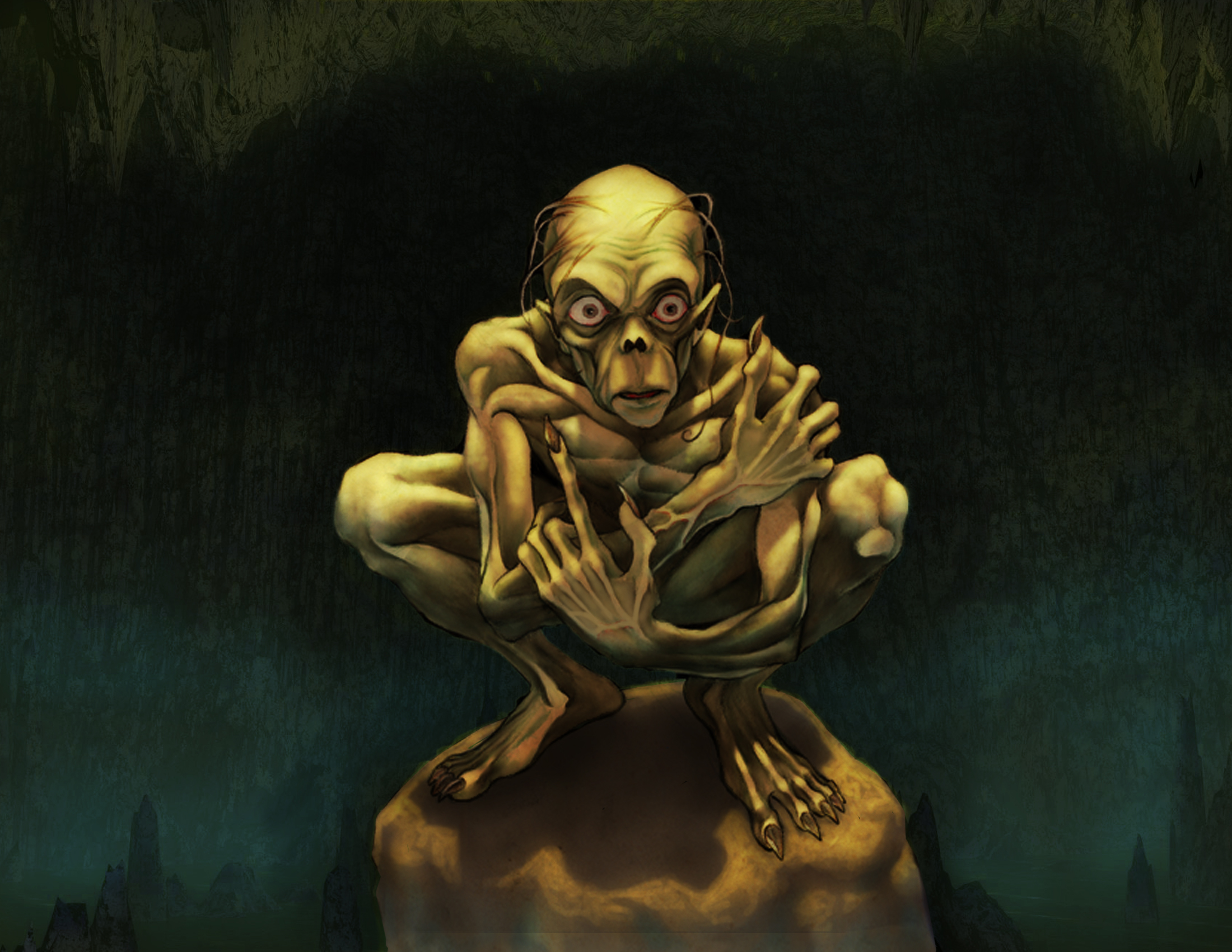
Gollum.

Les événements du film se déroulent après l'action de Bilbo le Hobbit et avant celle de la Communauté de l’anneau si l'on considère les adaptations cinématographiques de l'univers de Tolkien. Gandalf, craignant que Gollum ne révèle des informations concernant l’Anneau unique à Sauron, envoie Aragorn à sa recherche.

## Distribution
- Adrian Webster : Aragorn
- Arin Alldridge : Arithir, un Rôdeur du Nord
- Patrick O'Connor : Gandalf le Gris
- Rita Ramnani : Arwen
- Gareth Brough : voix de Gollum ; joue également le rôle du chef orque  Goblok
- Max Bracey : un elfe de la Forêt Noire

## Production
Le budget du film s’élève à 3 000 livres. Le tournage a eu lieu en Galles du Nord, dans la forêt d’Epping et dans le Hampstead Heath. 160 personnes ont bénévolement rejoint l’équipe de production. Chris Bouchard a déclaré : « Le style unique de Peter Jackson a été une grande source d’inspiration et ç'aura été une aventure pour nous de jouer dans le monde qu’il a créé. »
La plus grande difficulté de la production a été la conception de Gollum. Bouchard explique : « Donner la vie à Gollum a été une grande épreuve. Je ne voulais vraiment pas me défiler et je savais que voir Gollum serait un grand attrait du film. Nous avons utilisé presque tous les éléments du livre pour le porter à l’écran sans avoir le grand pouvoir de Weta Digital derrière nous. »

## Problèmes légaux
Il est difficile de dire si The Hunt for Gollum viole les droits détenus par la Tolkien Estate ou New Line Cinema. Fred von Lohmann, le directeur de la Electronic Frontier Foundation, a déclaré que la qualité du film et sa portée sur le net pourraient potentiellement générer des problèmes légaux. Bouchard a cependant déclaré à BBC News : « Nous avons contacté Tolkien Enterprises et nous n’aurons pas de problèmes avec eux tant que le film ne génèrera pas de bénéfices. Nous devons faire attention à ne pas porter atteinte à leurs droits sur la propriété intellectuelle. Ils soutiennent la façon qu’ont les fans d’exprimer leur enthousiasme. »